# Spalangia grotiusi
Spalangia grotiusi är en stekelart som beskrevs av Girault 1913. Spalangia grotiusi ingår i släktet Spalangia och familjen puppglanssteklar.
Artens utbredningsområde är Pakistan. Inga underarter finns listade i Catalogue of Life.